# Эшсай
Эшсай (кирг. Эшсай) — село в Токтогульском районе Джалал-Абадской области Кыргызстана. Входит в состав Кетмень-Дебенского айылного аймака.

## География
Село расположено в северной части области, на берегах реки Ит-Сай, на расстоянии приблизительно 42 километров (по прямой) к юго-западу от города Токтогула, административного центра района. Абсолютная высота — 1155 метров над уровнем моря.

## Население
Согласно оценочным данным Национального статистического комитета Кыргызской Республики, на начало 2023 года постоянное население в селе отсутствовало.
| год     | 2009 | 2014 | 2015 | 2020 | 2021 | 2023 |
| ------- | ---- | ---- | ---- | ---- | ---- | ---- |
| человек | 187  | 0    | 0    | 0    | 0    | 0    |